# Gerd Heidemann
Pour les articles homonymes, voir Heidemann.
Gerd Heidemann, né Gerd Eiternick le 4 décembre 1931 à Altona (Hambourg) et mort le 9 décembre 2024 à Hambourg, est un journaliste allemand.
Il est surtout connu pour son rôle dans la publication des prétendus carnets d'Hitler qui se sont ensuite révélés être des faux.

## Biographie
- Cet article est partiellement ou en totalité issu de l'article intitulé « Carnets d'Adolf Hitler » (voir la liste des auteurs).

Gerd Heidemann naît à Hambourg en 1931 dans une famille de la classe moyenne. Ses parents ne s'occupent pas de politique et, comme beaucoup de jeunes de son âge, il adhère aux jeunesses hitlériennes. Il suit une formation d'électricien, mais sa passion est la photographie ; il réalise des reportages pour la Deutsche Press-Agentur ainsi que pour des journaux locaux, avant de rejoindre le Stern en 1951, d'abord comme pigiste puis quatre ans plus tard comme journaliste à part entière. Ses collègues savent peu de choses de lui : ils le décrivent comme un jeune homme silencieux, discret jusqu'à l'effacement. À part la photographie, ils ne lui connaissent pas d'autre passion que les échecs. À partir de 1961, il est envoyé en Afrique et au Moyen-Orient couvrir des conflits. En 1965, un reportage sur les mercenaires blancs au Congo lui vaut le prix international de la presse de La Haye du meilleur reportage photographique.
Sur le terrain, son courage et son sang-froid sont impressionnants, et c'est un enquêteur infatigable : on le surnomme Der Spürhund, le limier. Il traque inlassablement les documents, les images et les témoins. Pour obtenir les informations qu'il recherche, il n'essaie pas de déstabiliser ou de critiquer ceux qu'il interroge ; sa méthode consiste au contraire à entrer dans leurs vues, à les flatter et les encourager à parler toujours plus. Cette façon de s'immerger dans les opinions des autres, si elle lui permet d'obtenir des confidences qu'une approche plus agressive aurait découragées, constitue aussi sa faiblesse. Incapable de faire preuve de recul, il accumule les documents sans comprendre quand il est temps de s'arrêter. À chacun de ses reportages, le même scénario se reproduit : son rédacteur en chef doit lui ordonner d'arrêter son travail et de remettre les notes accumulées à un collègue, qui se charge d'écrire l'article. Heidemann ne réussit jamais à rédiger un article, et tout au long de sa carrière au Stern, il ne put devenir autre chose qu'un photographe et un collecteur de matériau brut.
En 1967, il émet l’hypothèse que B. Traven n’était autre que le fils illégitime de Guillaume II, hypothèse jugée farfelue.
En janvier 1973, Heidemann est envoyé prendre des photographies du Carin II, un yacht qui avait appartenu au maréchal Hermann Göring. Le bateau est à l'abandon dans le port de Bonn et a manifestement besoin de réparations coûteuses, mais Heidemann, qui ne connaît pourtant rien à la navigation, décide aussitôt de l'acheter. Il expliquera plus tard qu'il avait espéré pouvoir le revendre avec une belle marge et qu'il avait sous-estimé le coût des réparations. Grâce à une hypothèque prise sur son appartement et à un emprunt auprès de son employeur, il achète le Carin II et fait procéder aux réparations les plus urgentes.
En effectuant des recherches sur l'histoire du yacht, il rencontre la fille de Göring, Edda, avec qui il entame une liaison. Petit à petit, grâce au yacht et à son intimité avec la fille de Göring, Heidemann parvient à s'introduire dans un cercle d'anciens hauts responsables nazis. Aux soirées qu'il organise à bord du Carin II, les invités d'honneur s'appellent Wilhelm Mohnke, ancien général de la SS et commandant de la dernière garnison qui défendit la chancellerie pendant le siège de Berlin, et Karl Wolff, lui aussi général de la SS et ancien officier de liaison de Himmler auprès de Hitler,. En 1976, incapable de faire face au remboursement des emprunts qu'il a contractés, Heidemann conclut un accord avec Gruner & Jahr, la maison-mère du Stern : en échange d'une avance de 60 000 DM, il s'engage à écrire un livre d'anecdotes historiques sur le IIIe Reich, basé sur les confidences qu'il aura pu recueillir au cours des soirées organisées sur le yacht. Pendant deux ans, les croisières sur le Carin II se multiplient, mais les comptes rendus des conversations qui s'y tiennent entre vieux camarades nazis éméchés ne produisent rien d'exploitable pour le journal. Heidemann est incapable d'écrire le livre promis et sa situation financière continue de s'aggraver. Étranglé par les dettes, il prend la décision de vendre le yacht et, sur la recommandation de Mohnke, il s'adresse à Jacob Tiefenthaeler, un ancien SS bien introduit dans le milieu des collectionneurs d'objets nazis. Tiefenthaeler n'est pas en mesure d'acheter lui-même le Carin II mais il prend contact avec de riches acquéreurs potentiels. En attendant que la vente puisse se faire, il invite Heidemann à rencontrer l'un de ses amis collectionneurs, Fritz Stiefel. Stiefel n'est pas intéressé par le Carin II, mais il achète des objets personnels de Göring qui meublent le yacht, ce qui procure un peu de trésorerie à Heidemann.
Heidemann présente en 1983 son histoire de journaux perdus écrits par Adolf Hitler. Il vend les droits au magazine ouest-allemand Stern pour 10 000 000 DM (environ 6 millions de dollars américains), ainsi que son récit sur la façon dont ils avaient été cachés dans une grange en Allemagne de l'Est pendant de nombreuses années. Plusieurs experts, dont l'historien britannique Hugh Trevor-Roper, déclarent que les journaux sont authentiques.
Les « journaux » sont ensuite reconnus comme faux et Heidemann est arrêté, jugé et condamné en 1985 à quatre ans et demi de prison pour fraude. Konrad Kujau, qui avait falsifié le journal, comme il l'avait fait auparavant avec d'autres documents frauduleux d'Hitler, est également emprisonné. Heidemann vole également une partie de l'argent de Kujau ; il loue des résidences onéreuses, achète de nouvelles voitures et des bijoux et acquiert des souvenirs nazis, dont une grande quantité sont des contrefaçons de Kujau.
En 2002, il est allégué que Heidemann avait travaillé comme agent double pour la Stasi et que la publication des journaux d'Hitler avait fait partie d'un plan soviétique et est-allemand pour embarrasser et discréditer l'Occident capitaliste,. Dans l'émission The Reunion de la BBC Radio 4 diffusée le 7 septembre 2008, Heidemann a nié avec véhémence avoir jamais été un espion pour la Stasi.
En 2008, Heidemann vivait dans la pauvreté.

## Postérité
Heidemann a été décrit dans la mini-série télévisée de 1991 Selling Hitler (en) par l'acteur gallois Jonathan Pryce et dans la mini série Faking Hitler, l'arnaque du siècle par l'acteur allemand Lars Eidinger en 2021.